# Manuel Fraga
Pour les articles homonymes, voir Fraga et Iribarne.
 (février 2008).
Si vous disposez d'ouvrages ou d'articles de référence ou si vous connaissez des sites web de qualité traitant du thème abordé ici, merci de compléter l'article en donnant les références utiles à sa vérifiabilité et en les liant à la section « Notes et références ».
Manuel Fraga Iribarne, né le 23 novembre 1922 à Villalba et mort le 15 janvier 2012 à Madrid, est un homme politique espagnol.
Ministre du Tourisme et de l'Information du général Franco entre 1962 et 1969, il est brièvement ministre de l'Intérieur de 1975 à 1976, après l'accession au trône de Juan Carlos Ier.
Cette même année 1976, il fonde le parti Réforme démocratique (en) (RD), avec des modérés du franquisme, qui participe à la création de l'Alliance populaire (AP) peu de temps après. Il devient secrétaire général de l'AP en 1977 et participe à la rédaction de la nouvelle Constitution, dont il fait partie des « pères ». Ayant été désigné président de l'AP en 1979, il fait du parti la première force de l'opposition aux élections générales de 1982.
Bien qu'il ait démissionné de la direction de l'AP en 1986, il y revient en 1989 en fondant le Parti populaire (PP), qui rassemble toutes les forces du centre droit. En 1990, alors qu'il est devenu président de la Junte de Galice, il cède la présidence du PP à José María Aznar et en est élu « président fondateur ».
Il passe quinze années à la tête du gouvernement régional galicien, abandonnant le pouvoir au socialiste Emilio Pérez Touriño après avoir échoué en 2005 à obtenir un cinquième mandat. En 2006, il est élu au Sénat, auquel il ne se représente pas en 2011.

## Biographie

### Enfance et formation
Il apprend le français dans son enfance, grâce à sa mère basque française. Son père, Manuel Fraga, est maire de Villalba sous la dictature de Primo de Rivera. Après des études de droit, science politique et économie, il devient avocat aux Cortes (letrado de las Cortes) en 1945 et professeur des universités en 1947.

### Période franquiste
Il est nommé en 1951 secrétaire général de l'Institut de la culture hispanique, fonction qu'il conserve jusqu'en 1953. Il débute alors une carrière au ministère de l'Éducation nationale, d'abord comme secrétaire du Conseil de l'éducation, puis secrétaire général technique en 1955. L'année d'après, il est choisi pour occuper le poste de directeur de l'Institut des études politiques. Il devient en 1957 délégué national aux Associations du secrétariat général du Movimiento.
Il intègre en 1962 le gouvernement de Francisco Franco en tant que ministre de l'Information et du Tourisme. À ce poste, Fraga est le précurseur du marketing politique espagnol[réf. nécessaire]. Il est l'auteur du slogan « L'Espagne est différente », justifiant à demi-mot le maintien du régime politique franquiste au sein d'une Europe occidentale majoritairement démocratique.
Alors que la classe moyenne européenne se développe et vient passer ses vacances en Espagne sur la Costa Brava ou la Costa del Sol, il fait transformer d’anciens monuments historiques en hôtels (les « paradores ») pour répondre à une demande en infrastructure touristique de plus en plus forte et diversifiée. L'argent produit par le tourisme, associé à l'envoi d'argent par les émigrés et aux investissements étrangers dans le pays, permettent à l'économie espagnole de se développer fortement jusqu'au début des années 1970.
Membre du conseil des ministres qui refuse la grâce à Julián Grimau, un dirigeant du Parti communiste d'Espagne, arrêté, torturé, défenestré, condamné à mort et exécuté en 1963, c'est en tant que ministre de l'Information que Manuel Fraga qualifie alors Grimau de criminel et justifie son exécution.
En 1966, il se baigne à Palomares sur la côte d'Almería à l'endroit où un avion militaire américain a perdu accidentellement quatre bombes H, pour y démontrer que les eaux n'y sont pas polluées par la radioactivité. Prudemment, ils ont choisi une plage située à 15 kilomètres du lieu d’impact des bombes. Le ministre de l'Information veille pourtant, au nom de l'atlantisme, à une censure extrême sur cette bavure[réf. nécessaire] qui est le plus grave incident nucléaire jamais survenu en Espagne. En 2003, il est décoré par les États-Unis.
Il introduit également une nouvelle législation sur la presse (loi Fraga) et supprime la censure préalable, ce qui favorise une certaine liberté de presse, cependant toute relative et soumise à l'autocensure. En 1966-1967, il entreprend une série d'initiatives aboutissant au rétablissement des relations diplomatiques entre l'Espagne et Israël. En particulier, il abroge symboliquement le décret d'expulsion des Juifs d'Espagne, le décret de l'Alhambra, datant de 1492.
En 1969, il quitte le gouvernement. Il est ambassadeur au Royaume-Uni entre 1973 et 1975.

### Transition démocratique
Pendant la transition démocratique espagnole, Manuel Fraga est ministre de l'Intérieur dans le premier gouvernement post-franquiste sous la présidence de Carlos Arias Navarro (décembre 1975 - juillet 1976). Quelques semaines après que la police a ouvert le feu sur des grévistes retranchés dans une église à Vitoria, il aurait prononcé la phrase La calle es mía (« La rue est à moi ») au cours d'une conversation téléphonique avec Ramón Tamames pour justifier son refus d'autoriser une manifestation de gauche pour la première Fête du Travail depuis la mort de Franco,,.
Il fonde  l'Alianza Popular, qui accueille un grand nombre d'hommes politiques actifs durant la dictature. AP est d'ailleurs mal perçue les premières années mais a gagné en popularité après que l'UCD, parti de centre-droite de l'ancien chef de gouvernement Adolfo Suárez, fut dissous.

### Présidence de laXuntade Galice
De 1989 à 2005, il est élu puis réélu à trois reprises en tant que président de la Communauté autonome de Galice (Xunta de Galicia), une des régions les plus pauvres d'Espagne.
À la présidence de la Communauté autonome de Galice, il améliore les infrastructures, avec de nouvelles routes et d'autres travaux publics, essentiellement financés par des fonds européens[réf. nécessaire]. 
En 2002, il sous-estime la gravité de la catastrophe du pétrolier Prestige qui s’abîme sur les côtes de sa Région alors que l’Europe se mobilise pour nettoyer les plages souillées. Lors des élections municipales de mai 2003, le Parti populaire renforce cependant ses positions dans les zones les plus touchées par la catastrophe, capitalisant sur les aides publiques débloquées par le gouvernement et en dépit des critiques sur la gestion de la crise par les autorités.
Âgé de 82 ans, il se représente pour un cinquième mandat aux élections du 20 juin 2005.
Au soir des élections, Fraga manque d'un siège sa cinquième majorité absolue consécutive en récoltant 44,9 % des suffrages et 37 des 75 députés du Parlement de Galice (Parlamento de Galicia) (4 élus de moins qu'en 2001) contre une coalition alliant la branche régionale des socialistes du PSOE (32,5 % des voix et 8 sièges de plus) et le Bloc galicien (19,6 % des votes et 4 sièges de moins), un parti régionaliste de gauche.
Il récolte encore 50 % des votes des électeurs galiciens de l'étranger mais ceux-ci seront insuffisants pour lui faire gagner le siège manquant pour avoir la majorité absolue. Dans l'impossibilité de réunir une majorité, il doit abandonner le pouvoir à la nouvelle coalition de gauche à la présidence de la région, après une domination de près de 20 ans sur la Galice.
En janvier 2006, âgé de 83 ans, il renonce à diriger le Parti populaire de Galice (PPdeG) et retourne à Madrid pour siéger au Sénat.
Il meurt le 15 janvier 2012 à Madrid, à l’âge de 89 ans. Son épouse est morte en 1996.

## Décorations

### Nationales
- Grand-croix de l'ordre de Charles III (1969).
- Chevalier du collier de l'ordre d'Isabelle la Catholique (1976).
- Collier de l'ordre du Mérite civil (2003).
- Grand-croix de l'ordre d'Alphonse X le Sage (1973).
- Grand-croix de l'Ordre de San Raimundo de Peñafort (1963).
- Grand-croix du Mérite militaire (1966).
- Grand-croix du Mérite naval (1965).
- Grand-croix du Mérite aéronautique (1966).
- Grand-croix de l'Ordre de Cisneros (1959).
- Grand-croix de l'Ordre du mérite agricole (1968).

## Œuvres
- La acción declarativa (1944)
- Así se gobierna España (1949)
- El Congreso y la política exterior de los Estados Unidos (1952)
- Las Constituciones de Puerto Rico, Santiago de Compostela (1953)
- Las Constituciones de Puerto Rico (1953)
- La educación en una sociedad de masas (1954)
- El Gabinete inglés (1954)
- Balmes, fundador de la sociología positiva en España (1955)
- Don Diego de Saavedra y Fajardo y la diplomacia de su época (1955)
- La familia española ante la segunda mitad del siglo XX (problemas y soluciones)(1959)
- La familia y la educación en una sociedad de masas y máquinas (1960)
- Estructura política de España: la vida social y política en el siglo XX (1961)
- Horizonte español (1965)
- El desarrollo político (1972)
- El Estado y la Iglesia en España (1972)
- Cánovas, Maeztu y otros discursos de la segunda restauración (1976)
- Alianza Popular (1977)
- Los fundamentos de la diplomacia (1977)
- La Constitución y otras cuestiones fundamentales (1978)
- La crisis del Estado Español (1978)
- Después de la Constitución y hacia los años 80(1979)
- Memoria breve de una vida pública. Memorias (1962-1975) (1980)
- El debate nacional (1981)
- España, entre dos modelos de sociedad (1982)
- El cañón giratorio: conversaciones con Eduardo Chamorro (1982)
- El cambio que fracasó (1986)
- España bloqueada (1986)
- De Santiago a Filipinas, pasando por Europa (1988)
- Galicia ayer, hoy, mañana (1989)
- Galicia en España y en Europa (1990)
- La cultura gallega, pasado, presente y futuro (1990)
- Álvaro Cunqueiro: dos discursos (1991)
- Galicia en el concierto regional europeo (1991)
- A Galiza e Portugal no marcó europeu (1991)
- De Galicia a Europa (1991)
- La Galicia del año 2000 (1993)
- Administración única: una propuesta desde Galicia (1993)
- Da acción ó pensamento (1993)
- Ética pública y derecho (1993)
- El futuro del estado autonómico (1996)
- Galicia fin de milenio (1997)
- Cánovas del Castillo, cien años después (1897-1997) (1997)
- Ciencia y tecnología: desafío político y administrativo (2000)
- Las claves demográficas del futuro de España (2001)
- Final en Fisterra (2006)
- Sociedad y valores (2006)